# Jerry McCullough
Jerry McCullough, (nacido el 26 de noviembre de 1973 en Nueva York, Nueva York) es un exjugador de baloncesto estadounidense. Con 1.78 de estatura, su puesto natural en la cancha era el de base. 

## Trayectoria
- Universidad de Pittsburgh  (1991-1996)
- N. Hampshire T. Loons (1996-1997)
- BCM Gravelines (1997-1998)
- Türk Telekom (1998-1999)
- Sioux Falls Skyforce (1999-2000)
- Quad City Thunder  (2000)
- ÉB Pau-Orthez  (2000-2001)
- Pallacanestro  Cantù ( 2001-2003)
- Pallacanestro Varese  (2003-2004)
- Olimpia Milano ( 2004-2005)
- BC Dinamo San Petersburgo  (2005-2006)
- Cibona Zagreb ( 2006)
- UNICS Kazán (2007-2008)
- Pistoia Basket (2008-2009)